# Alicja w Krainie Serc
Alicja w Krainie Serc (jap. ハートの国のアリス ～Wonderful Wonder World～ Hāto no kuni no Arisu ~Wonderful Wonder World~) – japońska romantyczna przygodowa powieść wizualna stworzona przez Quin Rose. Gra była inspirowana klasykiem Lewisa Carrolla Alicją w Krainie Czarów. Na podstawie gry powstała manga z ilustracjami Soumei Hoshino, która była publikowana w magazynie Gekkan Comic Avarus wydawnictwa Mag Garden od października 2007 roku do października 2010 roku. W Polsce pierwszy tom tej mangi ukazał się w grudniu 2011 roku nakładem wydawnictwa Studio JG. Druga manga z ilustracjami Mamenosuke Fujimaru rozpoczęła serializację w magazynie Gekkan Comic Zero Sum wydawnictwa Ichijinsha w czerwcu 2011 roku. Filmowa adaptacja anime, wyprodukowana przez Asahi Production, miała swoją premierę w japońskich kinach 30 lipca 2011 roku.

## Powieść wizualna
Heart no kuni no Alice ~Wonderful Wonder World~ (jap. ハートの国のアリス ～Wonderful Wonder World～ Hāto no kuni no Arisu ~Wonderful Wonder World~) to otome game visual novel stworzona przez Quin Rose i wydana 14 lutego 2007 roku na system Windows PC. Gra jest ponownym wyobrażeniem powieści Lewisa Carrola Alicja w Krainie Czarów. Firma Prototype stworzyła porty tej gry na platformy PS2 (wydaną 18 września 2008 r.) i PSP (wydaną 30 lipca 2009 r.).
14 marca 2010 roku wydana została gra Anniversary no kuni no Alice ~Wonderful Wonder World~ (jap. アニバーサリーの国のアリス ～Wonderful Wonder World～ Anibāsarī no kuni no Arisu ~Wonderful Wonder World~) na system Windows jako remake gry Heart no Kuni no Alice prezentując ponownie narysowane CG oraz nowe routy postaci. Wersja gry na PSP została wydana 28 lipca 2011 roku.

### Sequele
Alicja w Krainie Koniczyny
25 grudnia 2007 roku Quin Rose wydało sequel gry zatytułowany Clover no kuni no Alice ~Wonderful Wonder World~ (jap. クローバーの国のアリス ～Wonderful Wonder World～ Kurōbā no kuni no Arisu ~Wonderful Wonder World~) na system Windows PC. Firma Prototype przeniosła grę na PS2 (15 kwietnia 2010 r.) oraz PSP (31 marca 2011 r.). Kontynuuje ona wydarzenia z pierwszej gry przy założeniu, że Alicja nie zakochała się w nikim, utrzymując tylko przyjaźnie z głównymi bohaterami. w wyniku czego pozostaje w Krainie Czarów, a sceneria przenosi z Krainy Serc do Krainy Koniczyny (ang. Country of Clovers). W Clover no Kuni no Alice Julius Monrey i Mary Gowland zostali zastąpieni nowymi postaciami: Pierce'em Villiersem – reprezentującym Dormouse, i Grayem Ringmarkiem – prawą ręką Nightmare'a.
Joker no kuni no Alice
Kolejną grą z serii była gra fan disc Joker no kuni no Alice ~Wonderful Wonder World~ (jap. ジョーカーの国のアリス ～Wonderful Wonder World～ Jōkā no kuni no Arisu ~Wonderful Wonder World~) wydana przez Quin Rose 31 października 2009 roku na system Windows PC. Joker no Kuni no Alice jest historią poboczną do pierwszych dwóch gier i ponownie przedstawia postacie Juliusa Monreya i Mary Gowland.
Omochabako no kuni no Alice
Kolejną grą fan disc była Omochabako no kuni no Alice ~Wonderful World Wonder~ (jap. おもちゃ箱の国のアリス ～Wonderful Wonder World～ Omochabako no kuni no Arisu ~Wonderful Wonder World~) wydaną w grudniu 2011 roku na PSP, obejmuje 26 różnych wątków.
Diamond no kuni no Alice
Kolejna gra z serii jest Diamond no kuni no Alice ~Wonderful Wonder World~ (jap. ダイヤの国のアリス ～Wonderful Wonder World～ Daiya no kuni no Arisu ~Wonderful Wonder World~) została wydana 20 grudnia 2012 roku na system Windows jako sequel do gry Clover no kuni no Alice, przedstawia nową scenerię i nowe postacie.

## Manga
Manga Alicja w Krainie Serc z ilustracjami autorstwa Sōmei Hoshino była serializowana w miesięczniku Gekkan Comic Avarus wydawnictwa Mag Garden od października 2007 roku do października 2010 roku. Manga została także wydana w sześciu tomach tankōbon przez Mag Garden od 10 lipca 2008 r. do 15 grudnia 2010 r. W grudniu 2011 roku manga ukazała się w Polsce nakładem wydawnictwa Studio JG.
| Nr | Język japoński   | Język japoński         | Język polski      | Język polski           |
| Nr | Data wydania     | ISBN                   | Data wydania      | ISBN                   |
| -- | ---------------- | ---------------------- | ----------------- | ---------------------- |
| 1  | 10 lipca 2008    | ISBN 978-48-61275-17-3 | 9 grudnia 2011    | ISBN 978-83-61356-38-7 |
| 2  | 10 stycznia 2009 | ISBN 978-48-61275-80-7 | 16 lutego 2012    | ISBN 978-83-61356-40-0 |
| 3  | 10 czerwca 2009  | ISBN 978-48-61276-32-3 | 21 maja 2012      | ISBN 978-83-61356-43-1 |
| 4  | 10 grudnia 2009  | ISBN 978-48-61276-83-5 | 7 września 2012   | ISBN 978-83-61356-51-6 |
| 5  | 10 czerwca 2010  | ISBN 978-48-61277-41-2 | 14 listopada 2012 | ISBN 978-83-61356-55-4 |
| 6  | 15 grudnia 2010  | ISBN 978-48-61277-98-6 | 31 stycznia 2013  | ISBN 978-83-61356-59-2 |

Druga mangowa adaptacja ilustrowana przez Mamenosuke Fujimaru zatytułowana Joker no kuni no Alice ~Circus to Usotsuki Game~ (jap. ジョーカーの国のアリス〜サーカスと嘘つきゲーム〜 Jōkā no kuni no Arisu 〜Sākasu to usotsuki gēmu〜) rozpoczęła publikację w czerwcu 2011 roku w czasopiśmie Gekkan Comic Zero Sum wydawnictwa Ichijinsha.
| Nr | Język japoński   | Język japoński      | Język polski | Język polski |
| Nr | Data wydania     | ISBN                | Data wydania | ISBN         |
| -- | ---------------- | ------------------- | ------------ | ------------ |
| 1  | 25 sierpnia 2011 | ISBN 978-4758056298 | —            |              |
| 2  | 25 lutego 2012   | ISBN 978-4758056700 | —            |              |
| 3  | 25 czerwca 2012  | ISBN 978-4758057226 | —            |              |
| 4  | 25 grudnia 2012  | ISBN 978-4758057547 | —            |              |
| 5  | 25 marca 2013    | ISBN 978-4758058018 | —            |              |
| 6  | 25 lipca 2013    | ISBN 978-4758058438 | —            |              |
| 7  | 25 lutego 2014   | ISBN 978-4758058940 | —            |              |

Została wydana także alternatywna wersja tej mangi pod tytułem Hāto no kuni no Arisu –My Fanatic Rabbit– (jap. ハートの国のアリス ―My Fanatic Rabbit―), która została napisana przez Owl Shinotsuki, a zilustrowana przez Delico Psyche. Kolejne rozdziały pojawiały się w czasopiśmie Gekkan Comic Avarus należącego do wydawnictwa Mag Garden. Wydano je później w formie dwóch tankōbonów, 15 grudnia 2010 oraz 12 sierpnia 2011 roku.
| Nr | Język japoński   | Język japoński         | Język polski | Język polski |
| Nr | Data wydania     | ISBN                   | Data wydania | ISBN         |
| -- | ---------------- | ---------------------- | ------------ | ------------ |
| 1  | 15 grudnia 2010  | ISBN 978-48-61278-02-0 | —            |              |
| 2  | 12 sierpnia 2011 | ISBN 978-48-61278-85-3 | —            |              |

## Powieści
Między lutym 2008 r. a styczniem 2013 r. Kōdansha opublikowało 12 powieści napisanych przez Yukiko Uozumi. Cztery powieści są oparte na oryginalnej grze Heart no kuni no Alice, trzy opierają się na grze Clover no kuni no Alice, cztery na grze Joker no kuni no Alice, a jedna na Diamond no Kuni no Alice. Wydawnictwo Ichijinsha opublikowało dziewięć light novels napisanych przez trzech różnych autorów, ale zilustrowanych przez Nanę Fumizuki. Pierwsza powieść autorstwa Momoko Komaki została wydana w lipcu 2008 r., opiera się na ogrze Heart no kuni no Alice. Dwie powieści autorstwa Midori Tateyama zostały wydane w grudniu 2008 r. i czerwcu 2009. Sana Shirakawa wydała siedem powieści.

### Powieści wydane przezKōdansha
- Heart no kuni no Alice ~The Scent of Roses~ (jap. ハートの国のアリス 〜The Scent of Roses〜)　ISBN：978-4062865142 (05.02.2008)[24]
- Heart no kuni no Alice ~The Wind of Midnight~ (jap. ハートの国のアリス 〜The Wind of Midnight〜)　ISBN：978-4062865579 (04.07.2008)[25]
- Heart no kuni no Alice ~Memories of the Clock~ (jap. ハートの国のアリス 〜Memories of the Clock〜)　ISBN：978-4062865678 (05.11.2008)[26]
- Joker no kuni no Alice ~Mask of the Circus~ (jap. ジョーカーの国のアリス 〜Mask of the Circus〜)　ISBN：978-4062866453 (04.06.2010)[27]
- Joker no kuni  no Alice ~Sugary Love Stories~ (jap. ジョーカーの国のアリス 〜Sugary Love Stories〜)　ISBN：978-4062866552 (03.09.2010)[28]
- Joker no kuni no Alice ~My Honey Children~ (jap. ジョーカーの国のアリス 〜My Honey Children〜)　ISBN：978-4062866712 (04.03.2011)[29]
- Heart no kuni no Alice ~Sunny Day Sunday~ (jap. ハートの国のアリス 〜Sunny Day Sunday〜)　ISBN：978-4062866880 (01.07.2011)[30]
- Joker no kuni no Alice ~Romantic Second Love~ (jap. ジョーカーの国のアリス 〜Romantic Second Love〜)　ISBN：978-4062867139 (02.03.2012)[31]
- Diamond no kuni no Alice ~Black or Sweets~ (jap. ダイヤの国のアリス 〜Black or Sweets〜)　ISBN：978-4062867498 (27.12.2012)[32]

### Powieści Momoko Komaki
- Heart no kuni no Alice ~Tokejikake no kishi~ (jap. ハートの国のアリス 〜時計仕掛けの騎士〜)　ISBN：978-4758040174 (19.07.2008)[33]

### Powieści Midori Tateyama
- Heart no kuni no Alice ~Rose Tea Party~ (jap. ハートの国のアリス 〜ローズ・ティーパーティ〜)　ISBN：978-4758040495 (20.02.2009)[34]

### Powieści Sany Shirakawa
- Joker no kuni no Alice ~Season of Rose~ (jap. ジョーカーの国のアリス 〜シーズン・オブ・ローズ〜)　ISBN：978-4758041997 (18.12.2010)[35]
- Heart no kuni no Alice ~Dream Worker~ (jap. ハートの国のアリス 〜ドリーム・ワーカー〜)　ISBN：978-4758042512 (20.07.2011)[36]
- Heart no kuni no Alice ~Riddle of Cat~ (jap. ハートの国のアリス 〜リドル・オブ・キャット〜)　ISBN：978-4758042765 (19.11.2011)[37]
- Omochabako no kuni no Alice ~Lovers or Liar~ (jap. おもちゃ箱の国のアリス〜ラヴァーズ・オア・ライアー〜)　ISBN：978-4758043281 (19.05.2012)[38]
- Diamond no kuni no Alice ~Bet On My Heart~ (jap. ダイヤの国のアリス 〜ベット・オン・マイ・ハート〜)　ISBN：978-4758044028 (19.01.2013)[39]